# Howards Grove
Howards Grove è un villaggio degli Stati Uniti d'America, situato in Wisconsin, nella contea di Sheboygan.